# Rhens
Rhens település Németországban, Rajna-vidék-Pfalz tartományban. Lakosainak száma 3031 fő (2023. december 31.). Rhens Boppard és Waldesch községekkel határos.

## Népesség
A település népességének változása:
| Lakosok száma | 2772 | 2939 | 2942 | 2992 | 3037 | 3031 |
|               | 1975 | 2017 | 2019 | 2021 | 2022 | 2023 |